# Nippon budōkan

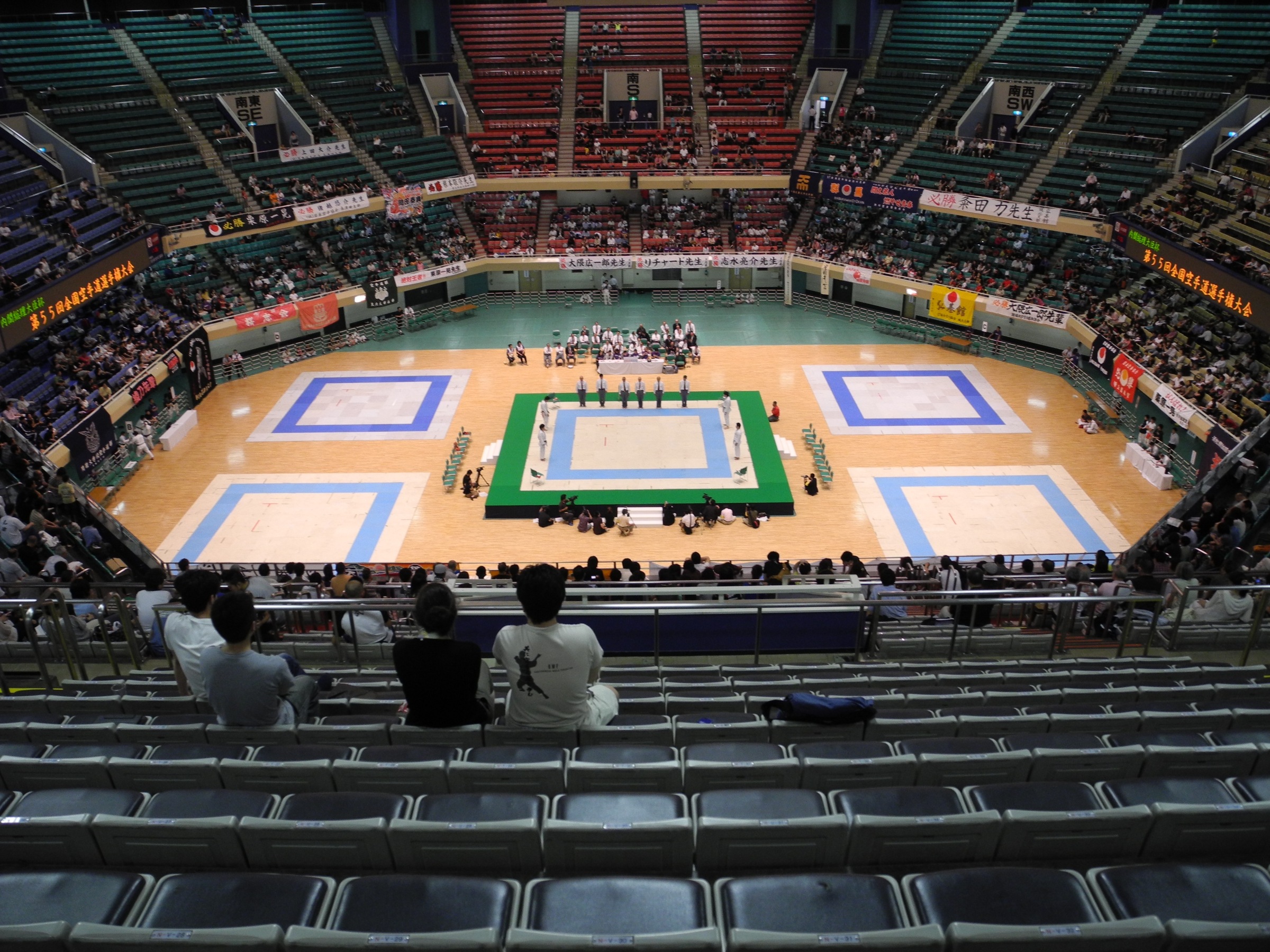
Karaté.

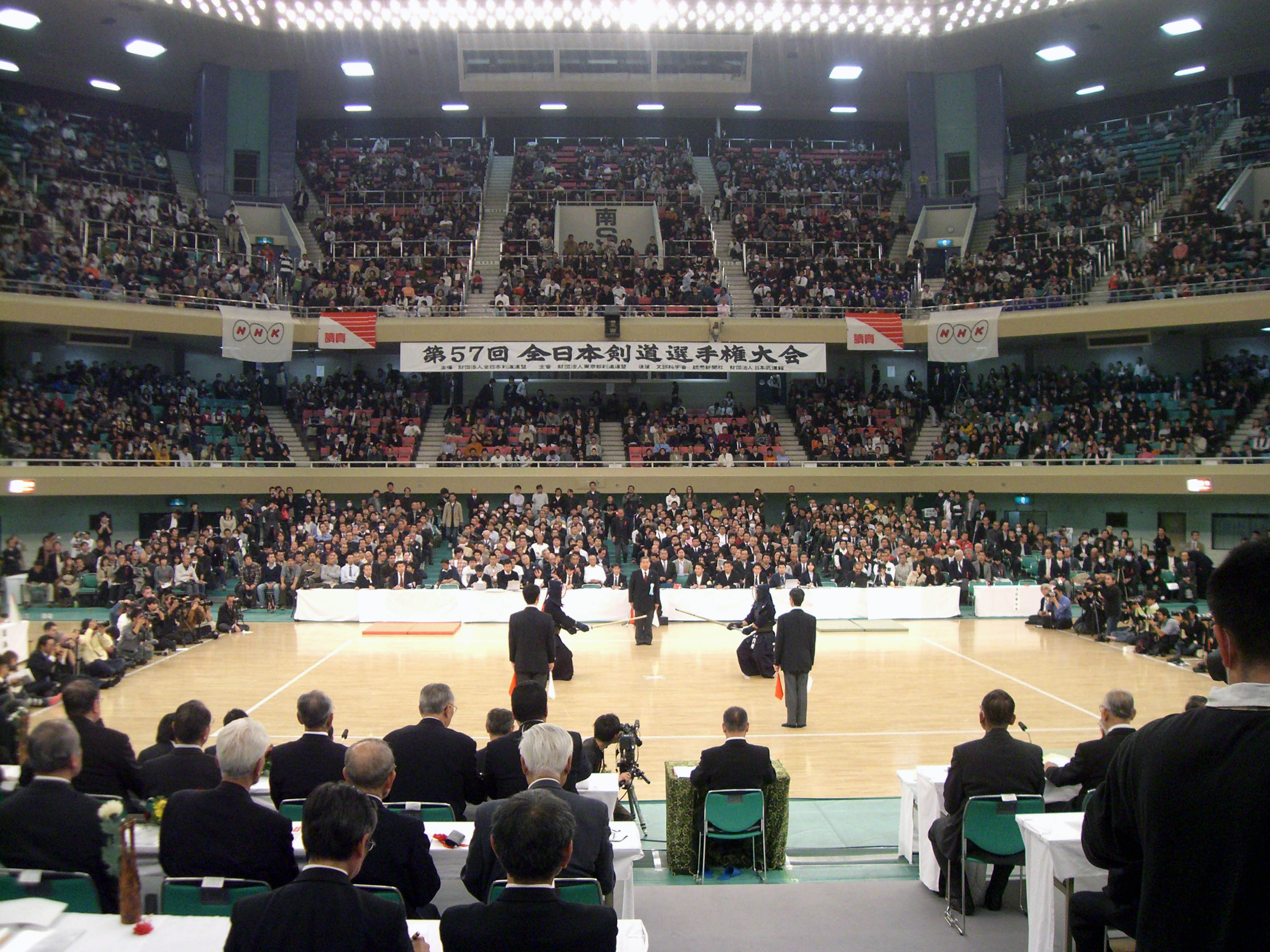
Kendō.

Le Nippon budōkan (日本武道館) est un budōkan du centre-ville de Tokyo, capitale du Japon. À l'origine destiné aux arts martiaux, il accueille aussi bien des événements sportifs que des concerts. Site hôte des compétitions de judo lors des Jeux olympiques de Tokyo 1964, il accueille le judo et le karaté cinquante-sept ans plus tard dans le cadre des Jeux olympiques de Tokyo 2020.

## Historique
Le Nippon budōkan est construit pour accueillir les compétitions de judo lors des Jeux olympiques de Tokyo en 1964 et 2020, et les Beatles ont été le premier groupe de rock à s'y produire, du 30 juin au 2 juillet 1966. Depuis lors, de nombreux groupes de rock ont enregistré et publié des albums Live at the Budokan. Le compositeur japonais Joe Hisaishi y donna le concert des vingt-cinq ans du Studio Ghibli, en présence de Hayao Miyazaki.